# Sportpark Hannover

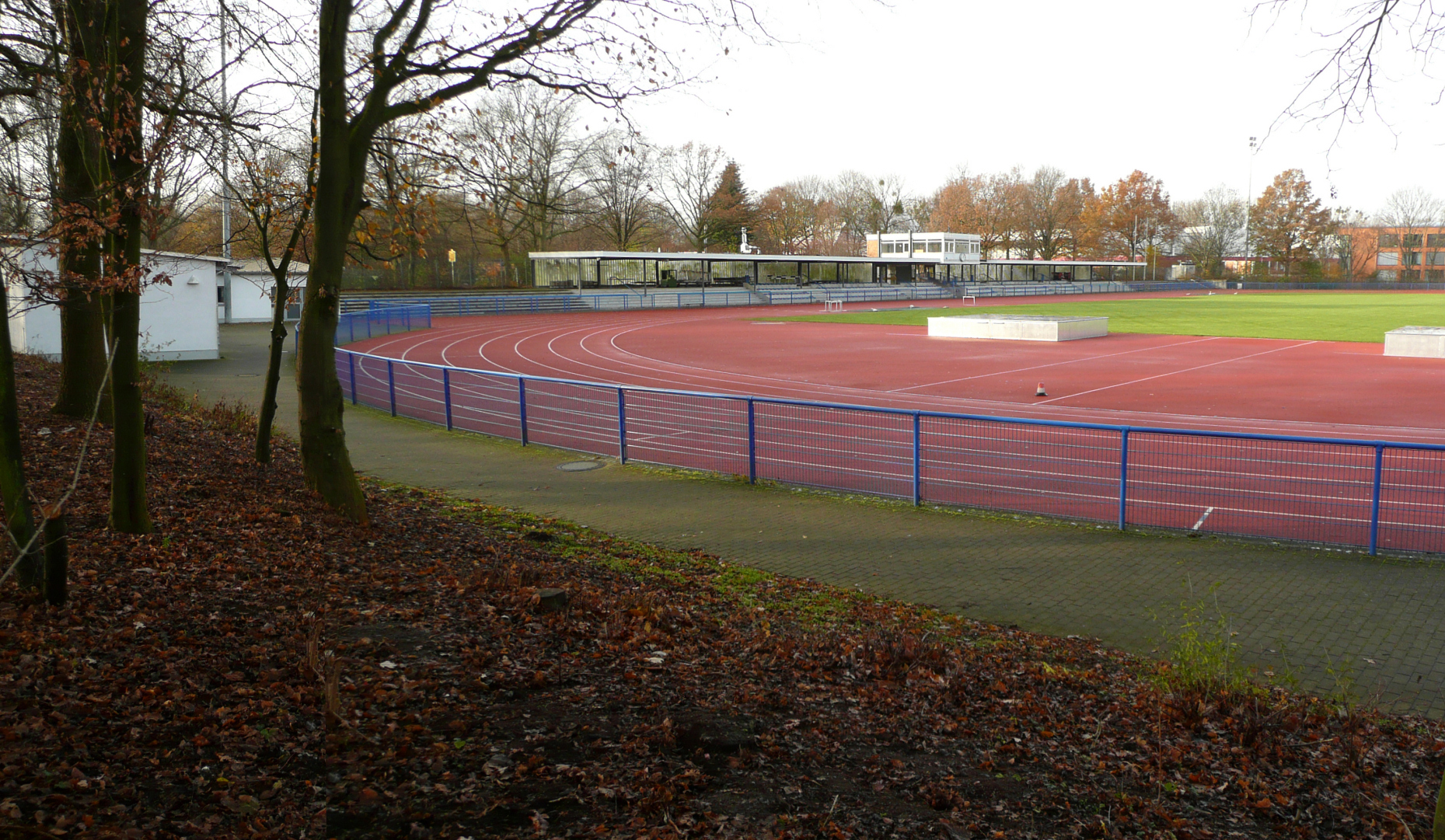
Erika-Fisch-Stadion

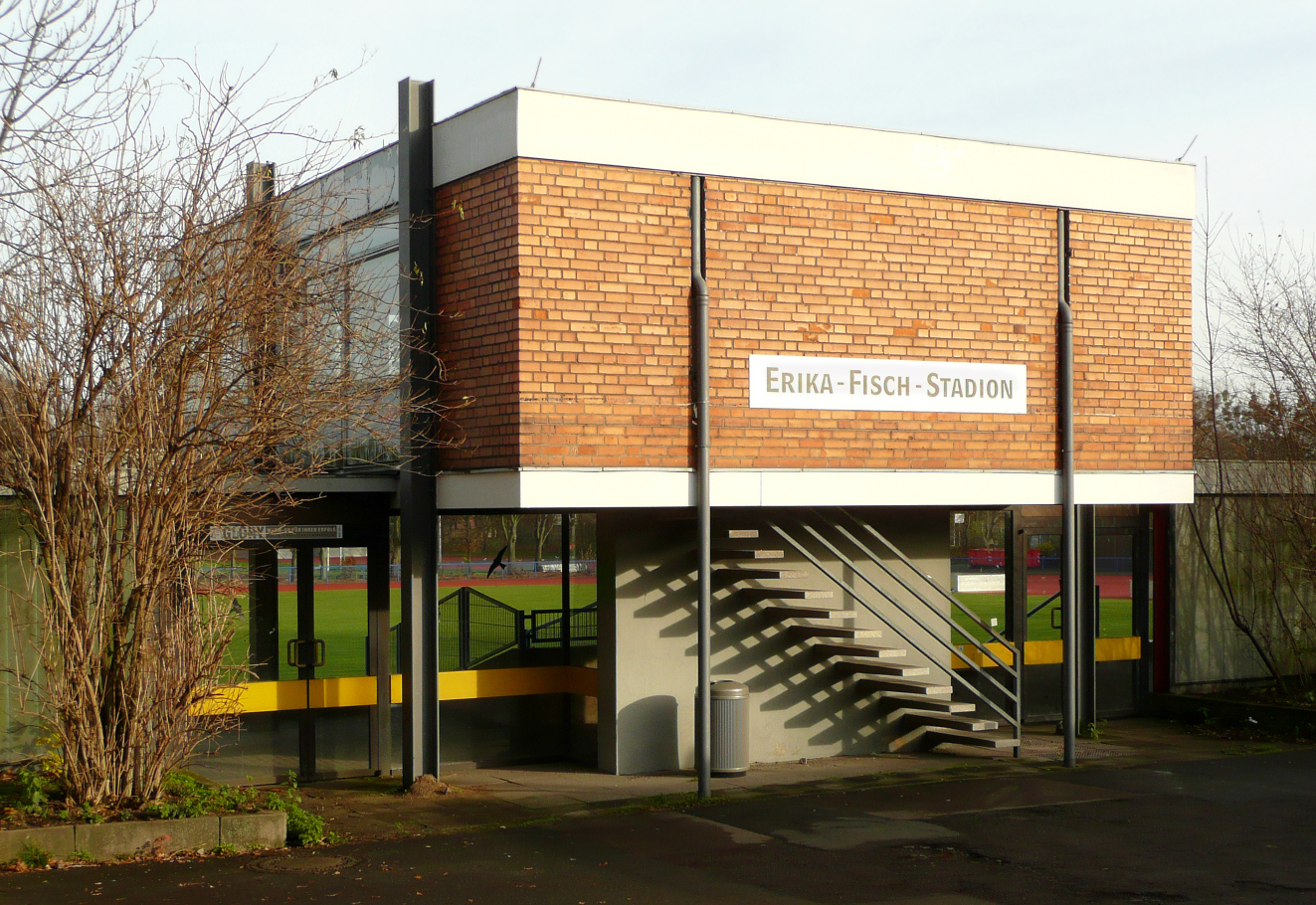
Tribüne des Erika-Fisch-Stadions

Der Sportpark Hannover befindet sich im Stadtteil Calenberger Neustadt in der niedersächsischen Landeshauptstadt Hannover. Mit einer Ausdehnung von ca. 45 Hektar ist das Gelände mit Niedersachsenstadion, Stadionsporthalle, Erika-Fisch-Stadion (bekannter unter dem Namen Mehrkampfanlage), Sportleistungszentrum (SLZ), Stadionbad und Parkbühne die größte zusammenhängende Sportfläche einer Großstadt in Deutschland.
Erike-Fisch-Stadion, Leistungszentrum und Schwimmhalle stehen neben Bundes- und Landeskaderathleten in freien Trainingszeiten auch weiteren Leistungssportlern, Schulen und eingeschränkt anderen Nutzern zur Verfügung. Seit dem 1. Januar 2013 erhebt die Stadt Hannover Gebühren für die Nutzung von Leistungszentrum und Stadion für Trainingsgruppen. Im Rahmen der Abhaltung des Nationalen Bewerbs der Special Olympics 2016 sind Modernisierungen der Anlage vorgesehen. Niedersachsenstadion und Stadionsporthalle sind verpachtet und stehen unter den Namen der jeweils aktuellen Sponsoren für meist kommerzielle Veranstaltungen zur Verfügung, aktuell als Swiss Life Hall und Heinz von Heiden Arena.

## Erika-Fisch-Stadion
Die Mehrkampfanlage im Sportpark wurde 2009 auf Vorschlag des Stadtsportbundes zu Ehren der ehemaligen hannoverschen dreifachen Olympiateilnehmerin Erika Fisch benannt. 
Die beleuchtbare Anlage ist ausgestattet mit:
- acht 400-Meter-Rundlaufbahnen
- Rasenplatz
- Weitsprunganlage
- Stabhochsprunganlage
- Weitwurfanlage
- Kugelstoßanlage
- kleine Tribüne

2004 wurde die Anlage sehr umfangreich und großzügig erweitert als auch rekonstruiert. Ein Sozialgebäude wurde errichtet, die Tribüne saniert und mit Sitzplätzen versehen.
Seit 2013 finden auf der Mehrkampfanlage auch Konzerte in einer Größenordnung von 10.000 bis 15.000 Zuschauern statt, für die die benachbarte Parkbühne zu klein und die HDI-Arena zu groß ist.

## Sportleistungszentrum

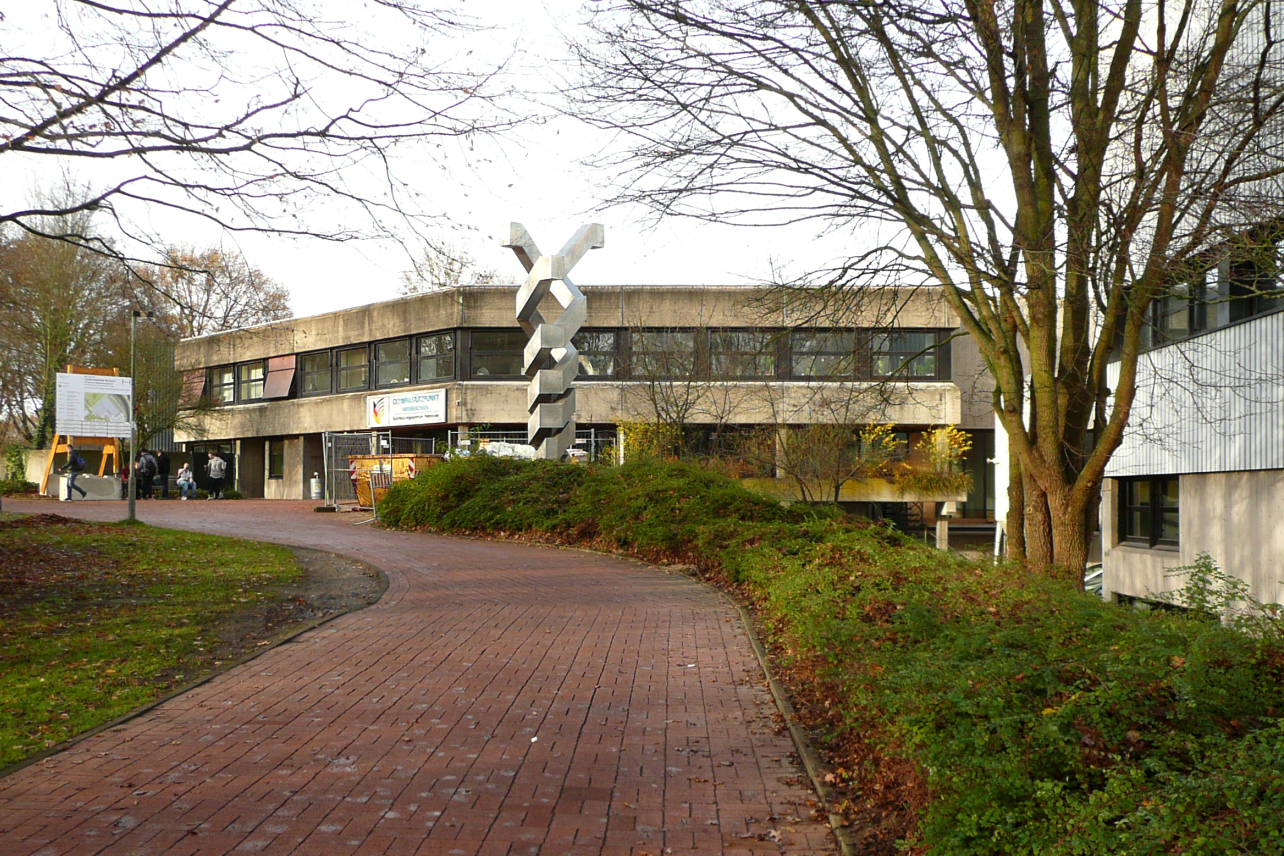
Sportleistungszentrum

Das Sportleistungszentrum (SLZ) Hannover besteht seit 1976 und gehört heute zum Olympiastützpunkt Niedersachsen. Die Leichtathletikhalle ist mit einer versenkbaren 200-Meter-Rundbahn sowie Anlagen für die kompletten Wurf/Stoß- und Sprungdisziplinen ausgestattet. Die 120 m lange Sprinthalle hat eine moderne Lichtschrankenanlage mit Startautomatik und vollelektronischer Zeitmessung für den Hochleistungssport. Die Sporthalle ist in vier Segmente teilbar, so dass auch in der kalten Jahreszeit optimale Trainingsbedingungen geschaffen werden können.
Eine sechs Kilometer lange, beleuchtete Rundlaufstrecke bietet nicht nur Leistungssportlern ideale Trainingsmöglichkeiten, sondern wird auch wegen ihrer Lage am Maschsee als zentrumsnahes Naherholungsgebiet gerne von zahlreichen Hobbyläufern, Inline-Skatern und Radfahrern genutzt. 
Eine Geräteturnhalle, eine Bodenturnhalle und ein Dōjō (Bundesstützpunkt) sowie zwei Krafträume als auch Räume der hauptamtlichen Trainer und Büros des Olympiastützpunktes Niedersachsen (OSP) befinden sich im Gebäude. 
Im Jahr 2004 war das Gebäude Olympiastützpunkt geworden und um eine 405 m² große Sporthalle und einen Verwaltungstrakt erweitert worden. Neueste Innovation war die Einrichtung eines Höhentrainingsraumes. Das Sportleistungszentrum (SLZ) ist auch mit einem 50-Meter-Schwimmbecken ausgestattet und Bundesstützpunkt für Wasserball.
Finanziert wird das Zentrum zu je einem Drittel von Bund, Land und der Landeshauptstadt Hannover.

## Stadionbad

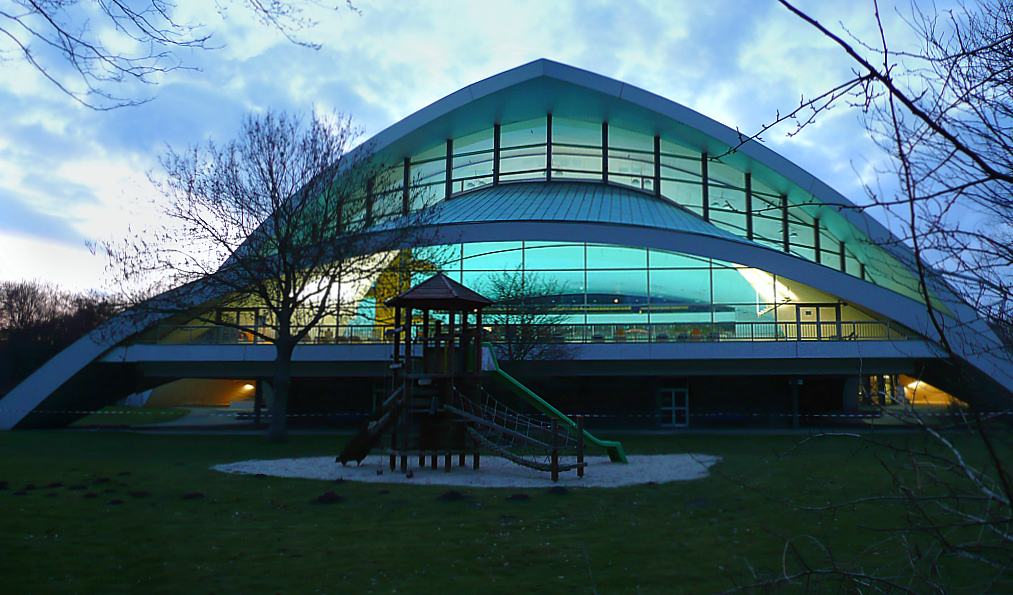
Das Stadionbad von der Liegewiese aus

Das Stadionbad wurde 1972 eröffnet und hat eine große Zuschauertribüne für Schwimmwettkämpfe. Es ist nicht nur Leistungssportlern vorbehalten, sondern öffentlich zugänglich.
Ausgestattet ist die Schwimmanlage mit einem Schwimmerbecken von 50 × 21 Metern mit abteilbarem Sprungbecken: 1-Meter- und 3-Meter-Brett, 5-Meter-, 7,5-Meter- und 10-Meter-Sprungturm. Ein 26 × 12,75 Meter Nichtschwimmerbecken mit kleiner Rutsche, Massagedüsen und Wasserpilz sowie einem Planschbecken mit Wasser speiendem Clown. Neben Sanitäreinrichtungen und Wohlfühlbereichen steht im Sommer eine Liegewiese mit Spielstadt zur Verfügung.

## Parkbühne Hannover

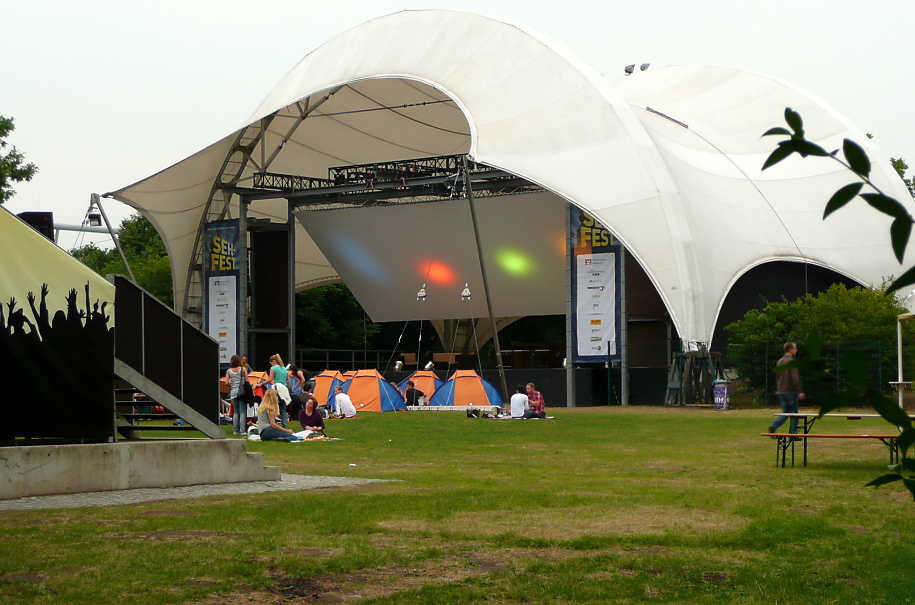
Parkbühne Hannover

Im Sportpark befindet sich seit 2002 auch eine Bühne für Freiluftveranstaltungen, die seit dem 1. Januar 2010 Parkbühne Hannover heißt. Hier finden Musikdarbietungen, Filmvorführungen auf Großbildwand und Public Viewing von Liveübertragungen statt. 
Bei Veranstaltungen in der Größenordnung von ca. 10.000 bis 13.000 Besuchern wird seit 2013 das benachbarte Erika-Fisch-Stadion mitbenutzt. Großkonzerte im Sportpark sollen aber die Ausnahme bleiben.